# Complete (Jaimeson)
Complete is een nummer van de Britse producer Jaimeson uit 2003.
Het nummer wist enkel in het Verenigd Koninkrijk en Nederland de hitlijsten te behalen. In het Verenigd Koninkrijk, waar het een grote hit werd, haalde het de 4e positie. In de Nederlandse Top 40 haalde het nummer een bescheiden 27e positie. Het was een van de eerste drum-'n-bassnummers die de Nederlandse Top 40 wist te bereiken.